# Encyclopedia of Earth
Encyclopedia of Earth（インサイクロピーディア・オブ・アース、EoE）は、地球と自然環境、そしてそれらと人間社会との関わりをテーマとする、無料で利用可能な以下の理由により信頼性が高いオンライン百科事典。環境問題やエネルギー問題などと関連した内容の記事が多い。記事は研究者や教師やその他承認を受けたエキスパートらによって執筆され、査読を受けた上でオンラインで公開されている。文章は平易な英語で書かれており、専門用語の使用を極力減らすことで、研究者や教育者のみではなく学生や広く一般の人々の間でも役に立つ百科事典になることを目指している。
EoE は Earth Portal（「デジタル・ユニバース」プロジェクトの一部）の一部で、ニュースサービス、整理されたメタデータ、環境に関するサーチエンジン、その他の情報源から成る。EoE は2006年9月に記事数約360の状態でスタートし、2007年5月現在の2300の記事を持つ。EoE のサイト構築、デザイン、およびメンテナンスは、アメリカのインターネットサービス会社 ManyOne Networks が行なっている。

## 執筆と公開のプロセス
記事の執筆と公開は次の二つのステップを経て行なわれる。
1. wikiシステムを使って、専門家が文章を執筆、編集する（wikiシステムにはMediawikiの派生バージョンを使用している）
2. 執筆編集作業が終了したら Topic Editor が文章が査読する。これをパスすればオンライン記事として公開される。

記事の内容は執筆者のwiki上で継続的に改訂されていくが、その変更を公開されている記事にも反映させる為には、再度の査読過程が必要となる。
EoEは記事の執筆に関して、中立性と公平性の方針を定めており、議論のあるテーマについて触れる場合は、両論を公平に併記し、中立性を保つよう執筆者に促している。この方針の中で、百科事典それ自体は環境問題に関してどんな立場も表明すべきでないと謳っている。

## 著作権
EoEのテキストコンテンツは全て クリエイティブ・コモンズ の "Attribution-Share Alike"（表示-継承）ライセンスのもとで公開されている。このライセンスは次の二つの条件を満たせば二次的著作物の製作や、文章の商用利用も可能である。
- 表示(Attribution) 原著作者のクレジットを表示する。

- 継承（同様に共有）(Share Alike) もし作品を改変、変形または加工した場合、その結果生じた作品をこの作品と同一の許諾条件の下で頒布する。

ライセンスの詳細については CC BY-SA 2.5 の要約 、および原文を参照のこと。

## 人物
執筆者と topic editors は環境分野の科学者や教師、専門家によって担われている。執筆者または topic editor の候補者が EoEのwikiシステムにアクセスするための資格付与の審査は Environmental Information Coalition Stewardship Committee （略称EIC、Earth Portal を管理する中心）が行なっている。2006年9月 EoEスタート時点の Stewardship Committee のメンバーは以下の通り。Jim Lester （Houston Advanced Research Center）、 Peter Saundry （National Council for Science and the Environment）、 J. Emmett Duffy （ウィリアム・アンド・メアリー大学）、 Emily Monosson, Sidney Draggan、そしてCutler J. Cleveland（ボストン大学）。
編集委員は、同様に2006年9月時点で以下のとおり。カトラー・クリーブランド（Cutler J. Cleveland、Editor-in-Chief）、ラリー・サンガー（Senior Editor for Policy and Governance）、 Ida Kubiszewski（Editorial Assistant）、 Alejandra Roman（Editorial Assistant）、 and Laura De Angelo（Editorial Assistant）。クリーブランドはボストン大学の地理学と環境学の教授で、 Editor-in-Chief of the Encyclopedia of Energy（Elsevier Science, 2004）の, the Dictionary of Energy (Elsevier Science, 2005), and the journal Ecological Economics.
国際アドバイザリーボードには以下の人物が名前を連ねている。Rita Colwell、Robert W. Corell、Robert Costanza、Mohamed H. A. Hassan、Thomas Homer-Dixon、Andrew J. Hoffman、Steve Hubbell、サイモン・アッシャー・レヴィン、Bonnie J. McCay、David W. Orr、Rajendra K. Pachauri, フランク・シャーウッド・ローランド、B. L. Turner。

## 協力機関
掲載されている記事は必ずしも書き下ろしのものばかりではない。外部のサイトや文献で既に使用されている文章を、EoEに相応しいように整形し、査読を行なった上で掲載している記事が多数ある。こうした記事における文章の提供元機関のことをEoEでは、コンテント・パートナー（Content Partner）と呼びあらわしている。コンテント・パートナーから提供された記事も他の記事同様、査読が行なわれ、CC BY-SA 2.5のライセンスで公開されている。2007年7月現在、以下の34の外部機関がコンテント・パートナーとしてEoEに文章を提供している。
| - 米国物理学協会 - International Society for Ecological Economists - IEEE（米国電気電子学会） - Biodiversity Institute of Ontario - Lessons from Love Canal - The Canada Institute of the Woodrow Wilson International Center for Scholars - Mineral Information Institute - CenSeam: a Global Census of Marine Life on Seamounts - Motion Mountain(en) - Center for Energy and Environmental Studies - Munasinghe Institute for Sustainable Development - Chemical Heritage Foundation - National Council for Science and the Environment - Conservation International - National Humanities Center - Earth Economics - NatureServe | - Earth, Inc. - Project on Scientific Knowledge and Public Policy - Earth Track - Sequim Science - Elementymology & Elements Multidict - TeacherServe® - ウィスコンシン大学出版局 - Global Development and Environment Institute - Toxics Use Reduction Institute - Great Transition Initiative - UNDP（国際連合開発計画） - UNEP（国際連合環境計画） - Gund Institute for Ecological Economics - USGS（アメリカ地質調査所) - International Arctic Science Committee - University of California Museum of Paleontology - International Commission on History of Meteorology - The World Conservation Union - International Institute for Sustainable Development - WWF（世界自然保護基金） |